# Charles Daniel de Talleyrand-Périgord

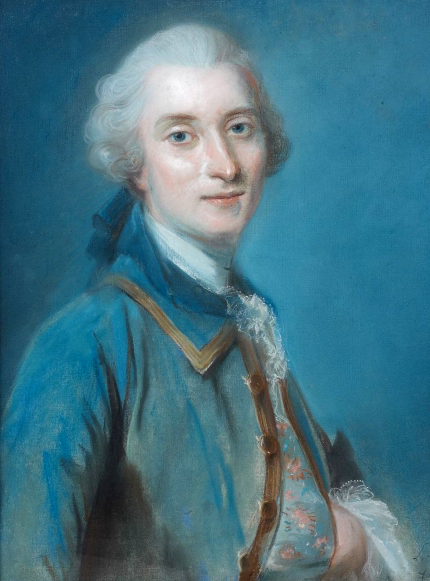
Louis Vigée, Porträt vermutlich von Charles Daniel de Talleyrand

Charles Daniel de Talleyrand-Périgord, genannt Comte de Talleyrand-Périgord (* 16. Juni 1734 in Paris; † 4. November 1788 ebenda) aus dem Haus Talleyrand-Périgord war ein französischer Adliger und Militär.
Er ist der Vater des Staatsmanns und Diplomaten Charles-Maurice de Talleyrand-Périgord.

## Leben
Charles Daniel ist der zweite Sohn von Daniel Marie de Talleyrand (X 9. Mai 1745 bei der Belagerung von Tournai), genannt „Le Marquis de Talleyrand-Périgord“, Prince de Chalais, Comte de Grignols et de Mauriac, und der älteste aus dessen Ehe mit Elisabeth Chamillart († 25. November 1788), Tochter von Michel Chamillart, Marquis de Cany, und Enkelin des Finanz- und Kriegsministers Michel Chamillart. Sein älterer Halbbruder ist der Lieutenant-général Gabriel Marie de Talleyrand-Périgord (* 1. Oktober 1726; † 1797), genannt „Le Comte du Périgord“, sein jüngerer Bruder ist Alexandre Angélique de Talleyrand-Périgord (* 16. Oktober 1736; † 20. Oktober 1821 ebenda), Erzbischof von Reims und Kardinal.
Er wurde 1759 zum Menin des Dauphin Louis Ferdinand (1729–1765) ernannt, dann zum Mestre de camp eines Kavallerieregiments seines Namens, das 1761 in das Régiment Royal-Piémont cavalerie eingegliedert wurde, dessen Kommando der Comte de Talleyrand übernahm.
Er nahm an allen Feldzügen des Siebenjährigen Krieges (1756–1763) in Deutschland teil, wurde am 25. Juli 1762 zum Brigadier der Kavallerie ernannt, im Dezember 1762 zum Colonel des Régiment Royal-Piémont, 1764 zum Grande von Spanien 1. Klasse, am 3. Januar 1770 zum Maréchal de camp, am 1. Januar 1776 zum Ritter im Orden vom Heiligen Geist und am 1. März 1784 zum Lieutenant-général.
Er starb am 4. November 1788 in Paris im Alter von 54 Jahren. Er wurde in der Pariser Kirche Saint-Sulpice bestattet.

## Ehe und Familie
Charles Daniel de Talleyrand heiratete am 12. Januar 1751 Alexandrine Victoire Eléonore de Damas-d‘Antigny (* 8. August 1728 auf Schloss Commarin; † 24. Juni 1809 in Paris), Tochter von Joseph François de Damas, Marquis d’Antigny, und Marie Judith de Vienne, Comtesse de Commarin. Ihre Kinder waren:
- Alexandre François Jacques (* 18. Januar 1752 in Paris; † März 1757)
- Charles Maurice (* 2. Februar 1754 in Paris; † 17. Mai 1838 ebenda), Abt von Saint-Denis, Bischof von Autun, Bischof von Saône-et-Loire, 1797–1807 und 1814–1815 französischer Außenminister, 1806 Fürst und Herzog von Benevent, 1814 Pair von Frankreich; ⚭ 10. September 1802 Catherine Noél Worlhée (* 20. November 1761 (oder 1762) in Tranquebar, Indien; † 10. Dezember 1835 in Paris), Tochter von Pierre Worlhée und Laurence Allamy (oder Alleigne)
- Archambaud Joseph (* 1. September 1762 in Paris; † 18. April 1838 in Saint-Germain-en-Laye), Vicomte de Périgord, 1817 Duc de Talleyrand-Périgord; ⚭ (Ehevertrag 2. Dezember 1778) Januar 1779 Madeleine Henriette Sabine Olivier de Sénozan de Viriville (* 1764; † guillotiniert 26. Juni 1794), Tochter von Jean François Ferdinand Olivier, Marquis de Viriville, und Claude Françoise Louise de Vienne
- Boson-Jacques (* 3. April 1764 in Paris; † 28. Februar 1830 ebenda), Comte de Talleyrand; ⚭ 20. Oktober 1800 Charlotte Louise de Boffin de Pusignan (* 31. Juli 1776 in Paris; † 15. November 1809), Tochter von Pierre Georges Félicien Boffin, Comte de Pusignan, und Louise Adélaide Julie de Santo Domingo
- Louise (* 25. August 1771; † 28. August 1771)